# Лисковский сельсовет
Лисковский сельсовет — административная единица на территории Речицкого района Гомельской области Республики Беларусь. Административный центр — агрогородок Лиски.

## Состав
Лисковский сельсовет включает 3 населённых пункта:
- Крынки — деревня.
- Лиски — агрогородок.
- Осовок — посёлок.

Упразднённые населённые пункты на территории сельсовета:
- Маньков — хутор.